# Donato Ogliari
Donato Ogliari OSB (ur. 10 grudnia 1956 w Erba) – włoski prezbiter rzymskokatolicki, benedyktyn, w latach 2014–2022 opat terytorialny Montecassino.

## Życiorys
Święcenia kapłańskie przyjął 3 lipca 1982 w zgromadzeniu Misjonarzy Konsolaty. Po święceniach studiował w Belgii. W 1988 wstąpił do zakonu benedyktynów i w 1992 złożył profesję wieczystą. Był związany z opactwem Madonna della Scala w Noci, pełniąc funkcje m.in. mistrza nowicjatu (1993-1999), administratora (2004-2006) oraz opata (2006-2014).
23 października 2014 papież Franciszek mianował go opatem terytorialnym Montecassino. 22 listopada 2014 uroczyście objął urząd.
8 czerwca 2022 został przeniesiony do rzymskiego opactwa przy Bazylice św. Pawła za Murami, jednocześnie obejmując funkcję administratora apostolskiego opactwa Montecassino.